# Montagem
Montagem ou edição é um processo que consiste em selecionar, ordenar e ajustar os planos de um filme ou outro produto audiovisual a fim de alcançar o resultado desejado, seja em termos narrativos, informativos, dramáticos, visuais, experimentais ou outros. Em geral, a montagem é realizada pelo montador, em um equipamento compatível com a tecnologia empregada na realização do produto, sob a supervisão do diretor ou, em alguns casos, do produtor.
Como é realizada após a filmagem, a montagem é um processo de pós-produção e durante muito tempo foi considerada como o único processo original do cinema, aquilo que tornaria o cinema uma arte ou uma linguagem diferenciada das demais. Hoje, no entanto, vários autores consideram que há muitas semelhanças entre a montagem e os processos de composição em outras formas artísticas, tais como a poesia ou o romance.

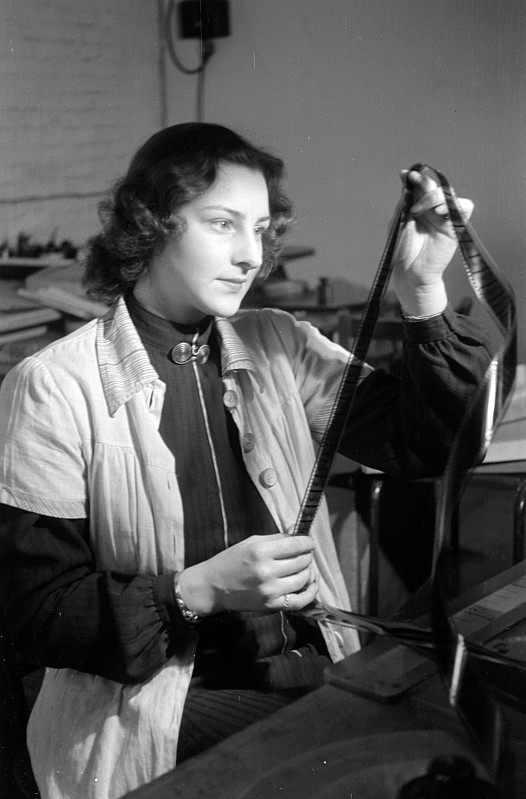
Uma editora de filmes no trabalho em 1946

A edição de filmes é tanto uma peça criativa quanto uma parte tecnológica do processo de pós-produção do cinema. O termo é derivado do processo tradicional de trabalhar com filme, que envolve cada vez mais o uso da tecnologia digital. O editor de filmes trabalha com as imagens brutas, selecionando fotos e as combina em sequências que criam um filme finalizado. A montagem cinematográfica é descrita como uma arte ou habilidade, a única arte que é exclusiva do cinema, separando o cinema de outras formas de arte que a precederam, embora haja paralelos próximos com o processo de edição em outras formas de arte, como poesia e romance. A edição de filmes é muitas vezes referida como a "arte invisível" porque, quando é bem praticada, o espectador pode ficar tão envolvido que não está ciente do trabalho do editor.
Em seu nível mais fundamental, a edição de filmes é a arte, a técnica e a prática de montar tomadas em uma sequência coerente. O trabalho de um editor não é simplesmente unir mecanicamente partes de um filme ou editar cenas de diálogo. Um editor de cinema deve trabalhar criativamente com as camadas de imagens, história, diálogo, música, ritmo, bem como as performances dos atores para efetivamente "re-imaginar" e até mesmo reescrever o filme para criar um todo coeso. Editores geralmente desempenham um papel dinâmico na produção de um filme. Às vezes, diretores de cinema autorais editam seus próprios filmes, por exemplo, Akira Kurosawa, Bahram Beyzai e os irmãos Coen .
Com o advento da edição digital, os editores de filmes e seus assistentes tornaram-se responsáveis por muitas áreas do cinema que antes eram responsabilidade de outros. Por exemplo, nos últimos anos, os editores de imagens lidavam apenas com isso - foto. Som, música e (mais recentemente) editores de efeitos visuais lidavam com os aspectos práticos de outros aspectos do processo de edição, geralmente sob a direção do editor de imagens e do diretor. No entanto, os sistemas digitais têm cada vez mais colocado essas responsabilidades no editor de imagens. É comum, especialmente em filmes de orçamento mais baixo, que o editor às vezes corte música temporária, faça efeitos visuais e adicione efeitos sonoros temporários ou outros substitutos sonoros. Esses elementos temporários são geralmente substituídos por elementos finais mais refinados produzidos pelas equipes de som, música e efeitos visuais contratados para completar a imagem.

## Conceitos
Montagem em cinema (e, por extensão, em qualquer meio audiovisual) pode ser entendida de três maneiras diferentes: como uma habilidade, como uma técnica e como uma arte).

### Montagem-habilidade
Enquanto habilidade, a montagem pode ser descrita como uma série de procedimentos utilizados para arranjar as imagens e os sons de um filme, até que este tome a sua forma definitiva. O conjunto das habilidades necessárias para o processo de montagem varia muito quer se monte em filme, em vídeo ou em sistema digital.
Em filme, monta-se (ou montava-se) num aparelho chamado mesa de montagem (ou moviola), com o auxílio de uma coladeira, tesoura e fita adesiva. O ato de montar um filme (do ponto de vista da habilidade) consiste em cortar pedaços do filme, selecioná-los, rearranjá-los e colá-los. O filme montado é um rearranjo de partes selecionadas do filme original (não-montado). A própria bitola do filme determina procedimentos mecânicos diferentes (e portanto uma habilidade diferente) na sua montagem: montar em 35 mm é diferente de montar em 16 mm ou Super-8.
Em vídeo, monta-se (ou montava-se) num sistema chamado ilha de edição, que consiste em dois ou mais aparelhos de vídeo ligados a um controlador de edição. O ato de montar (ou editar) um vídeo consiste em copiar trechos selecionados de uma fita para outra, dando-lhes um novo arranjo. O vídeo montado é uma cópia eletrônica de trechos selecionados e rearranjados do vídeo original (não montado). O próprio sistema de vídeo utilizado determina procedimentos mecânicos diferentes (e portanto uma habilidade diferente) na sua montagem: montar em VHS é diferente de montar em U-matic ou Betacam.
Em sistema digital, monta-se na memória de um computador, através de um programa de montagem. O ato de montar (ou compor) um filme ou vídeo em sistema digital consiste apenas em selecionar e rearranjar trechos dentro da memória do computador. O filme montado é uma projeção virtual (que não existe fisicamente em parte alguma) de trechos selecionados e rearranjados do filme original (não montado). O próprio programa utilizado determina procedimentos mecânicos diferentes (e portanto uma habilidade diferente) na montagem: montar em Final Cut Pro é diferente de montar em Avid ou em Premiere.
O responsável pela montagem-habilidade de um produto audiovisual é o operador do equipamento (mesa de montagem, ilha de edição, programa de computador).

### Montagem-técnica
Enquanto técnica, a montagem é um conjunto de regras, caminhos e atalhos (e até mesmo a possibilidade sempre aberta de modificar, atualizar e subverter essas regras) para obter o melhor resultado possível a partir de um material previamente filmado.
A técnica da montagem é a mesma quer se trate de filme, vídeo ou sistema digital, e é independente da bitola do filme, do sistema de vídeo ou do programa de montagem utilizado. Se os botões a apertar são outros, se a maneira concreta de cortar não é a mesma, se o resultado físico final é diferente (um filme cortado e colado, uma cópia eletrônica, uma projeção virtual), tudo isto se refere à montagem-habilidade e não à montagem-técnica.
O responsável pela montagem-técnica de um produto audiovisual é o montador ou editor, que muitas vezes pode ser o próprio operador do equipamento, e portanto acumular as duas funções.

### Montagem-arte
Enquanto arte, a montagem diz respeito a uma concepção geral do filme, que começa no planejamento anterior à filmagem (decupagem), inclui a própria forma de filmar (a execução da decupagem) e a montagem propriamente dita.
A arte da montagem, evidentemente, é a mesma quer se trate de filme, vídeo ou sistema digital, e é independente da bitola do filme, do sistema de vídeo ou do programa de montagem utilizado. No entanto, muitas vezes usam-se palavras diferentes: montagem para filme, edição para vídeo, composição para alguns programas digitais -ou, às vezes, montagem para a imagem, edição para o som. Na verdade, a única diferença real entre montagem e edição é que uma palavra vem do francês (montage) e a outra do inglês (edition), significando rigorosamente a mesma coisa: a habilidade, a técnica e a arte de colocar um produto audiovisual em sua forma definitiva, selecionando e rearranjando as imagens e os sons originalmente captados.
O responsável pela montagem-arte de um produto audiovisual é, em princípio, o diretor, embora em algumas situações absolutamente industriais, o produtor assuma essa responsabilidade, em parte ou no todo.

## História

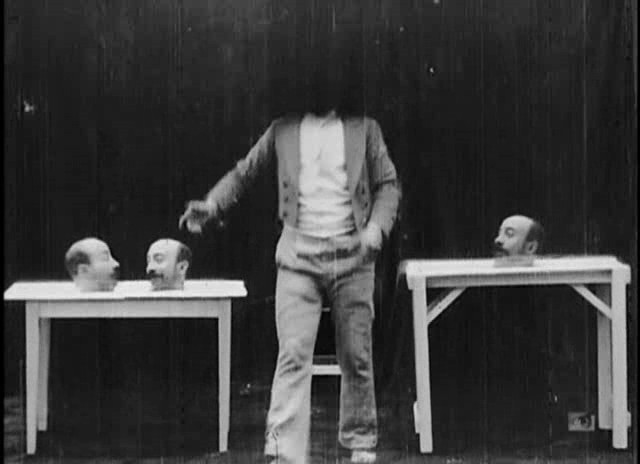
Captura de tela de ', um dos primeiros filmes a apresentar várias exposições

Os primeiros filmes eram curtas-metragens que eram longos, estáticos e bloqueados. O movimento na cena era tudo o que era necessário para divertir uma plateia, de modo que os primeiros filmes simplesmente mostravam atividade, como o tráfego em movimento ao longo de uma rua da cidade. Não houve história nem edição. Cada filme foi executado enquanto havia filme na câmera.
O uso da edição de filmes para estabelecer a continuidade, envolvendo a ação passando de uma sequência para outra, é atribuído ao pioneiro do cinema britânico Robert W. Paul, que em 1898 dirigiu Come Along, Do!, um dos primeiros filmes a apresentar mais de um plano. Na primeira cena, um casal idoso está do lado de fora de uma exposição de arte almoçando e depois segue outras pessoas pela porta. O segundo plano mostra o que eles fazem dentro. A "Cinematograph Camera No. 1" de Paul, de 1896, foi a primeira câmera a utilizar a inversão de marcha, o que permitiu que a mesma filmagem fosse exposta várias vezes e, assim, criasse superposições e múltiplas exposições . Um dos primeiros filmes a utilizar essa técnica, Un homme de têtes, de Georges Méliès, de 1898, foi produzido com a câmera de Paul.
O desenvolvimento da continuação da ação em filmes multi-shot continuou em 1899-1900 na Escola de Brighton, na Inglaterra, onde foi definitivamente estabelecido por George Albert Smith e James Williamson. Naquele ano, Smith fez As Seen Through a Telescope, em que o plano principal mostra a cena de rua com um jovem amarrando o atacador do sapato e acariciando o pé de sua namorada, enquanto um homem velho observa isso através de um telescópio. Há, então, um corte que mostra de perto as mãos no pé da moça dentro de uma máscara circular preta e, em seguida, um recuo para a continuação da cena original.
Ainda mais notável foi Attack on a China Mission, de James Williamson, feito na mesma época em 1900. O primeiro plano mostra o portão para a estação missionária do lado de fora sendo atacado e quebrado pelos rebeldes boxers chineses, então há um corte para o jardim da estação missionária, onde uma batalha campal acontece. Um grupo armado de marinheiros britânicos chegou para derrotar os Boxers e resgatar a família do missionário. O filme usou o primeiro "corte em ângulo reverso" (regra dos 180 graus) na história do cinema.
James Williamson concentrou-se em fazer filmes em ação de um lugar mostrado em um plano para o próximo mostrado em outra cena em filmes como Stop Thief! e Fire!, feito em 1901, e muitos outros. Ele também experimentou o close-up, e fez talvez o mais extremo de todos em The Big Swallow, quando seu personagem se aproxima da câmera e parece engolir. Esses dois cineastas da Brighton School também foram pioneiros na edição do filme; eles pintaram seu trabalho com cores e usaram truques de fotografia para melhorar a narrativa. Em 1900, seus filmes foram estendidos em cenas de até 5 minutos de duração.
Outros cineastas, em seguida, tomaram todas essas ideias, incluindo o americano Edwin S. Porter, que começou a fazer filmes para a Edison Company em 1901. Porter trabalhou em vários filmes menores antes de fazer Life of an American Fireman em 1903. O filme foi o primeiro filme americano com um enredo, com ação, e até mesmo um close de uma mão puxando um alarme de incêndio. O filme incluiu uma narrativa contínua sobre sete cenas, renderizada em um total de nove cenas. Ele colocou uma dissolução entre cada plano, assim como Georges Méliès já estava fazendo, e ele frequentemente repetia a mesma ação através dos dissoluções. Seu filme, The Great Train Robbery (1903), teve um tempo de execução de doze minutos, com vinte tomadas separadas e dez diferentes locais internos e externos. Ele usou o método de edição transversal para mostrar ações simultâneas em diferentes lugares.

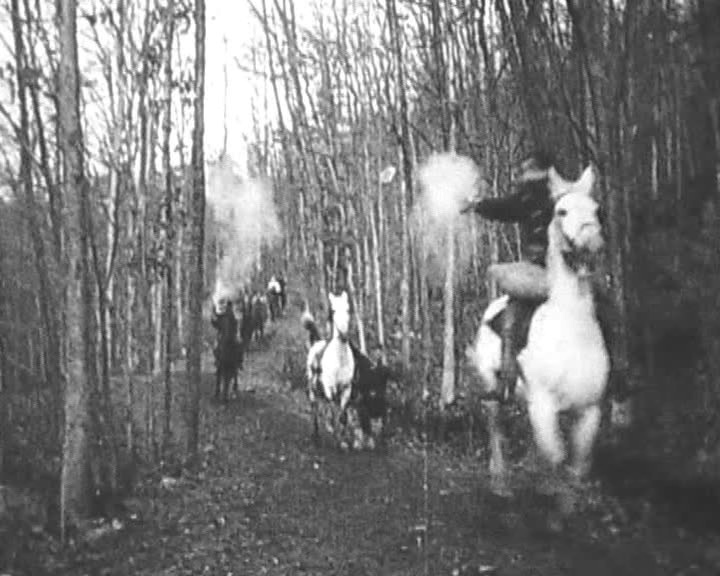
Cena de The Great Train Robbery (1903), dirigido por Edwin Stanton Porter

Esses primeiros diretores de filmes descobriram aspectos importantes da linguagem cinematográfica: que a imagem da tela não precisa mostrar uma pessoa completa da cabeça aos pés e que unir duas fotos cria na mente do espectador uma relação contextual. Estas foram as principais descobertas que tornaram possíveis todos os filmes narrativos e televisivos não vivos ou não ao vivo em vídeo - que as fotos (neste caso, cenas inteiras, já que cada cena é uma cena completa) podem ser fotografadas em locais amplamente diferentes. um período de tempo (horas, dias ou mesmo meses) e combinado em um todo narrativo. Isto é, The Great Train Robbery contém cenas filmadas em sets de uma estação telegráfica, um interior de vagão ferroviário e um salão de dança, com cenas externas em uma torre de água, no próprio trem, em um ponto ao longo da trilha e o bosque. Mas quando os ladrões deixam o interior da estação do telégrafo (set) e emergem na torre de água, o público acredita que eles foram imediatamente de um para o outro. Ou que quando eles sobem no trem em um plano e entram no vagão de bagagem (um conjunto) no seguinte, o público acredita que eles estão no mesmo trem.
Por volta de 1918, o diretor russo Lev Kulechov fez um experimento que comprova esse ponto. Ele tirou um velho clipe de um headshot de um famoso ator russo e intercalou o plano com uma dose de uma tigela de sopa, depois com uma criança brincando com um ursinho de pelúcia, depois com um plano numa mulher idosa um caixão. Quando ele mostrou o filme para as pessoas, elogiaram a atuação do ator - a fome em seu rosto quando viu a sopa, o prazer na criança e a tristeza ao olhar para a mulher morta. Naturalmente, o plano do ator foi anos antes dos outros planos e ele nunca "viu" nenhum dos itens. O simples ato de justapor os planos em uma sequência fez o relacionamento.

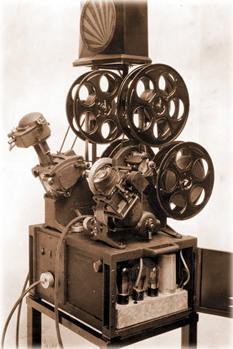
Máquina de edição original: uma Moviola vertical

### Tecnologia de edição de filmes
Antes do uso difundido de sistemas digitais de edição não linear, a edição inicial de todos os filmes era feita com uma cópia positiva do filme negativo, chamada workprint, cortando e colando fisicamente pedaços de filme. Tiras de filmagem seriam cortadas à mão e coladas com fita adesiva e depois no tempo, cola. Os editores eram muito precisos; se fizessem um corte errado ou precisassem de uma impressão positiva, custaria dinheiro e tempo de produção para o laboratório reimprimir a gravação. Com a invenção de um splicer e enfiar a máquina com um visualizador, tal como uma máquina Moviola, ou "flatbed" tal como um K.-E.-M. ou Steenbeck, o processo de edição acelerou um pouco e os cortes ficaram mais limpos e precisos. A prática de edição do Moviola não é linear, permitindo ao editor fazer escolhas mais rapidamente, uma grande vantagem na edição de filmes episódicos para a televisão, que têm prazos muito curtos para concluir o trabalho. Todos os estúdios de cinema e empresas de produção que produziram filmes para a televisão forneceram essa ferramenta para seus editores. Máquinas de edição de mesa foram usadas para reprodução e refinamento de cortes, particularmente em longas-metragens e filmes feitos para a televisão porque eles eram menos barulhentos e mais limpos para trabalhar. Eles foram usados extensivamente para produção de documentários e dramas no Departamento de Filmes da BBC. Operado por uma equipe de dois, um editor e editor assistente, esse processo tátil exigia uma habilidade significativa, mas permitia que os editores trabalhassem com extrema eficiência.

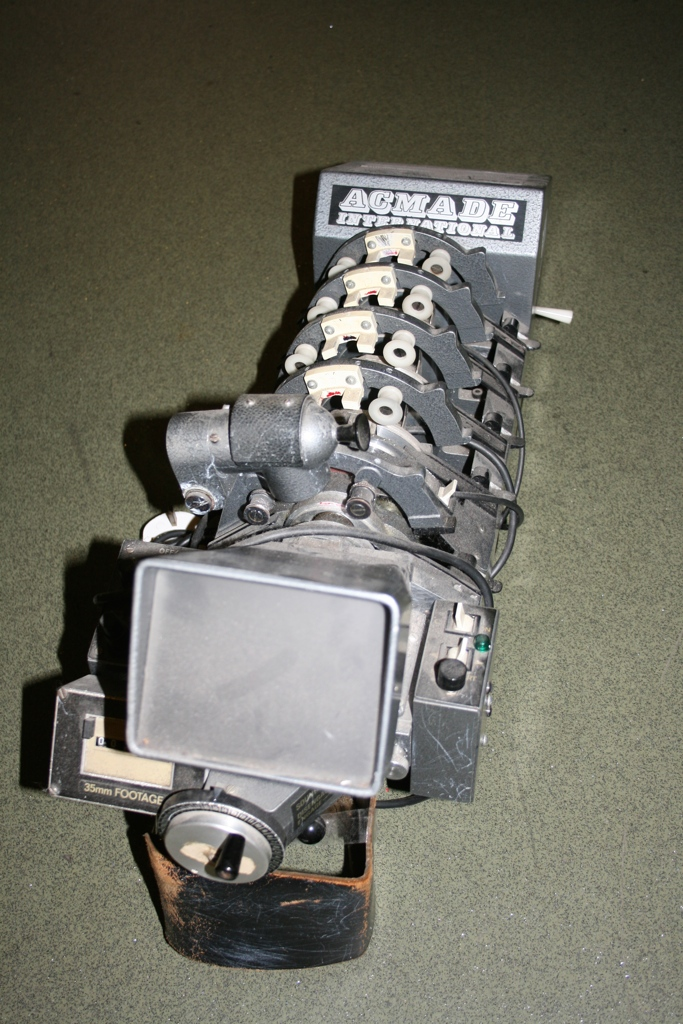
Picsynch Acmade para coordenação de som e imagem

Atualmente a maioria dos filmes é editada digitalmente (em sistemas como o Avid, Final Cut Pro ou Premiere Pro) e ignora completamente a impressão positiva do filme. No passado, o uso de um filme positivo (não o negativo original) permitia ao editor fazer o máximo de experiências que ele ou ela desejasse, sem o risco de danificar o original. Com a edição digital, os editores podem experimentar tanto quanto antes, exceto com a gravação completamente transferida para um disco rígido de computador.
Quando o workprint do filme foi cortado para um estado satisfatório, ele foi usado para fazer uma lista de decisão de edição (EDL). O cortador negativo referiu-se a essa lista enquanto processava o negativo, dividindo as fotos em rolos, que eram então contatados para produzir a impressão final do filme ou responder à impressão . Hoje, as empresas de produção têm a opção de ignorar completamente o corte negativo. Com o advento do intermediário digital ("DI"), o negativo físico não precisa necessariamente ser fisicamente cortado e quente em conjunto; em vez disso, o negativo é digitalizado para o (s) computador (es) e uma lista de corte é confirmada por um editor de DI.

### A mulher na edição de filmes
Nos primeiros anos do cinema, a edição era considerada um trabalho técnico; esperava-se que os editores "cortassem as partes ruins" e encadernassem o filme juntos. De fato, quando o Grêmio dos Editores de Cinema foi formado, eles escolheram ser "abaixo da linha", isto é, não uma guilda criativa, mas uma técnica. As mulheres geralmente não conseguiam entrar nas posições "criativas"; diretores, cineastas, produtores e executivos eram quase sempre homens. A edição proporcionou às mulheres criativas um lugar para afirmar sua marca no processo de filmagem. A história do cinema incluiu muitas editoras como Dede Allen, Ana Bauchens, Margaret Booth, Barbara McLean, Anne V. Coates, Adrienne Fazan, Verna Fields, Blanche Sewell e Eda Warren.

## Trabalho de montagem
Lembrando que a maioria dos filmes, principalmente de longa-metragem, são captados fora de ordem cronológica, o trabalho do montador será então o de compreender todo o roteiro do filme, ler as planilhas de produção (geralmente feitas pelo assistente de direção) e então, em um primeiro corte, colocar todos os planos em ordem da maneira como prevista pelo roteiro e eliminar planos errados ou que não devem ir para a versão final do filme. Em um segundo corte, ou seja após o filme estar em ordem cronológica da trama do roteiro, o montador, o assistente ou assistentes de montagem e o diretor, trabalham no afinamento do produto audiovisual, dando ritmo e outras características que o diretor vê necessárias.
Montadores experientes trabalham em parceria com os diretores, ou seja, não cumprem apenas ordem e não têm apenas conhecimentos técnicos: devem ter embasamento artístico para ajudar o diretor na escolha de melhores enquadramentos e seleção de sequências que devem ser cortadas ou adicionadas, assim como na duração de planos e cenas. Existem muitos livros sobre montagem cinematográfica. Um dos autores mais famosos nesta área é o cineasta russo Sergei Eisenstein que dirigiu filmes entre 1923 e 1945.
O trabalho de montagem de um filme é demorado, exige muita paciência, pois muitas vezes é na pós-produção que o assistente de montagem e o montador notam a falta de material ou erros de continuidade que devem ser resolvidos de alguma forma na hora da montagem. A equipe de produção geralmente está desmontada nessa fase e torna-se, por isso, inviável iniciar novamente a captação de material durante a pós-produção. O montador, para resolver possíveis problemas, deve usar os recursos de edição mais o material captado que lhe é disponibilizado. O montador e seu assistente podem também trabalhar em parceria com o continuísta para solucionar dúvidas de continuidade.

### Pós-produção
A edição pós-produção pode ser resumida em três fases distintas, comumente referidas como corte do editor, corte do diretor e corte final.
Existem vários estágios de edição e o recorte do editor é o primeiro. O corte de um editor (às vezes chamado assembly edit ou rough cut) é normalmente a primeira passagem do filme final quando ele atinge o bloqueio de imagem . O editor de filmes geralmente começa a trabalhar enquanto a fotografia principal é iniciada. Às vezes, antes de recortar, o editor e o diretor terão visto e discutido os "diários" (filmagens brutas tiradas a cada dia) conforme os progressos da filmagem. Como os cronogramas de produção foram encurtados ao longo dos anos, essa co-visualização acontece com menos frequência. Os diários de exibição dão ao editor uma ideia geral das intenções do diretor. Porque é o primeiro passo, o corte do editor pode ser mais longo que o filme final. O editor continua a refinar o corte enquanto as filmagens continuam, e muitas vezes todo o processo de edição continua por muitos meses e às vezes mais de um ano, dependendo do filme.
Quando a filmagem termina, o diretor pode então dedicar toda a sua atenção para colaborar com o editor e refinar ainda mais o corte do filme. Este é o tempo que é reservado onde o primeiro corte do editor de filme é moldado para se encaixar na visão do diretor. Nos Estados Unidos, sob as regras do Directors Guild of America, os diretores recebem um mínimo de dez semanas após a conclusão da fotografia principal para preparar seu primeiro corte. Enquanto colaboram no que é chamado de "corte do diretor", o diretor e o editor analisam detalhadamente o filme inteiro; cenas e planos são reordenados, removidos, encurtados e ajustados. Muitas vezes, descobre-se que há buracos na trama, falta de planos ou até mesmo falta de segmentos que podem exigir que novas cenas sejam filmadas. Devido a esse tempo trabalhando de perto e colaborando  — um período que normalmente é muito mais longo e detalhadamente intricado que toda a produção cinematográfica anterior  — muitos diretores e editores formam um vínculo artístico único.
Muitas vezes, após o diretor ter tido a chance de supervisionar um corte, os cortes subsequentes são supervisionados por um ou mais produtores, que representam a produtora ou o estúdio de cinema. Houve vários conflitos no passado entre o diretor e o estúdio, às vezes levando ao uso do crédito "Alan Smithee" significando quando um diretor não quer mais ser associado à versão final.

### Métodos
Na terminologia cinematográfica, uma montagem (do francês para "montagem" ou "montagem") é uma técnica de edição de filmes. Existem pelo menos três sentidos do termo:
1. Na prática cinematográfica francesa, "montagem" tem seu significado literal francês (montagem, instalação) e simplesmente identifica a edição.
2. No cinema soviético da década de 1920, "montagem" era um método de justaposição de planos para derivar um novo significado que não existia em nenhum dos disparos.
3. No cinema clássico de Hollywood, uma " sequência de montagem " é um segmento curto em um filme no qual a informação narrativa é apresentada de forma condensada.

Embora o diretor de cinema D. W. Griffith não fizesse parte da escola de montagem, ele foi um dos primeiros proponentes do poder da edição. Dominar o cross-cutting para mostrar ações paralelas em diferentes locais e codificar a gramática de filmes de outras formas também. O trabalho de Griffith na adolescência foi altamente considerado por Lev Kuleshov e outros cineastas soviéticos e influenciou muito a sua compreensão da edição.
Kuleshov foi um dos primeiros a teorizar sobre o meio relativamente jovem do cinema nos anos 1920. Para ele, a essência única do cinema - o que poderia ser duplicado em nenhum outro meio - está editando. Ele argumenta que editar um filme é como construir um prédio. Tijolo a tijolo (foto a foto) o prédio (filme) é erguido. Seu experimento Kuleshov, citado com frequência, estabeleceu que a montagem pode levar o espectador a chegar a certas conclusões sobre a ação em um filme. A montagem funciona porque os espectadores inferem o significado com base no contexto. Sergei Eisenstein foi brevemente um estudante de Kuleshov, mas os dois se separaram porque tinham ideias diferentes de montagem. Eisenstein considerava a montagem como um meio dialético de criar significado. Ao contrastar planos não relacionados, ele tentou provocar associações no espectador, que foram induzidas por choques.
Uma sequência de montagem consiste em uma série de tomadas curtas que são editadas em uma sequência para condensar a narrativa. Geralmente é usado para avançar a história como um todo (geralmente para sugerir a passagem do tempo), ao invés de criar um significado simbólico. Em muitos casos, uma música toca em segundo plano para melhorar o humor ou reforçar a mensagem transmitida. Um exemplo famoso de montagem foi visto no filme de 1968, 2001: Uma Odisseia no Espaço, mostrando o início do primeiro desenvolvimento do homem, dos macacos aos humanos. Outro exemplo que é empregado em muitos filmes é a montagem esportiva. A montagem esportiva mostra o atleta estrela treinando durante um período de tempo, cada plano tendo mais melhorias que o anterior. Exemplos clássicos incluem Rocky e Karate Kid.

## Edição de vídeo
Edição de vídeo é o processo de corte e montagem de imagens em movimento captadas por meio eletrônico vídeo e registradas na forma de imagem analógica (anteriormente) ou imagem digital (atualmente), que pode ocorrer na forma de edição linear ou não linear de imagem.
A edição é o ordenamento das imagens gravadas na sequência em que o vídeo será apresentado, pois em função de se otimizar o fluxo de trabalho durante as gravações estas nem sempre são feitas na ordem correta, além disto uma mesma cena é gravada diversas vezes eventualmente em ângulos diferentes, o que torna obrigatória uma ordenação, ou montagem posterior.
Anteriormente as imagens dos frames eram analógicas e atualmente são imagens digitais utilizadas dentro de programas de computador como o Adobe Premiere Pro, Windows Movie Maker, Avidemux, Blender, VirtualDubMod, Jahshaka etc, na edição de vídeos.
Conceitualmente a edição de vídeo consiste em decidir que tomadas usar e uní-las na sequência desejada seja ela cronológica ou não. O tempo e a ordem delas funciona como uma outra forma de narrativa visual, o ritmo do vídeo é dado principalmente pela edição. É também durante a edição que são inseridos efeitos especiais, trilhas sonoras, letreiros e eventualmente legendas.
A edição linear é feita com sistemas baseados em reprodutores e gravadores (sejam analógicos ou digitais) ligados entre si por um controlador de edição. Neste caso o acesso às imagens é sempre sequencial, ou seja, o editor precisa percorrer o que foi gravado, na sequência de captação, até acessar a cena ou tomada que lhe interessa para aí registrá-la no gravador. Este tipo de edição era feito com imagens captadas em fitas de vídeo: o editor avançava ou voltava as fitas nos reprodutores até achar o trecho desejado e aí o copiava em uma fita virgem; a próxima cena era gravada na sequência e assim por diante. Caso houvesse um erro, era possível gravar por cima; porém, se o tempo da nova cena fosse maior do que o da cena substituída (anteriormente existente), a edição deveria ser refeita, porque não se podia "empurrar" algo já gravado na fita.
Os controles de edição podiam ser programáveis e controlar diversas máquinas. Ainda existem ilhas de edição linear em uso, tanto no Brasil como em outras partes do mundo. Elas podem ser de vários sistemas de gravação, VHS, S-VHS, Betamax, Video8, U-matic e Betacam,
Uma ilha de edição linear é composta de um ou mais gravadores de videocassetes onde é colocada a fita de vídeo com a gravação original; um gravador, onde é colocada a fita a ser editada e um edit controller, que controla as duas ou mais máquinas. A fita contendo a edição final é chamada master.
Já a edição não linear é feita com sistemas baseados em computadores onde as imagens são "capturadas", digitalizadas e divididas.  Assim todo o processo é feito no ambiente digital o que permite o acesso instantâneo das imagens fora de qualquer sequência pré estabelecida, além disto a ordem das cenas editadas pode ser alterada pois as cenas escolhidas podem se "empurradas", sobrepostas  ou apagadas facilmente. A alimentação de um sistema não-linear pode também ser feito com imagens captadas em fitas, mas hoje em dia grande parte da captação das imagens em vídeo é feita com equipamentos digitais que armazenam as imagens em cartões de memória, HDs ou discos ópticos. A edição não linear dá ao editor um maior controle do trabalho de montagem das imagens.
Uma ilha de edição não linear básica é constituída de um computador, software de edição de imagens, software de edição de som, dois monitores de computador, um monitor-televisor, um videoteipe, além dos periféricos usuais (teclado, mouse, caixas de som).
A conexão FireWire transmite os dados do micro para o videoteipe e vice-versa, através da placa de captura (por exemplo, a Matrox). O material a ser editado é pré-visualizado pelo monitor de preview.
Podemos também pensar na edição de vídeo como algo além do simples corte de imagens e mais como um "recorte", que se faz de alguma realidade ou da história que se quer contar.

## Edição de continuidade e alternativas
Continuidade é um termo para a consistência de elementos na tela ao longo de uma cena ou filme, como se o traje de um ator permanece o mesmo de uma cena para a próxima, ou se um copo de leite mantido por um personagem está cheio ou vazio em toda a cena. Como os filmes geralmente são filmados fora de sequência, o continuísta manterá um registro de continuidade e fornecerá ao editor de filmes como referência. O editor pode tentar manter a continuidade dos elementos ou criar intencionalmente uma sequência descontínua para efeito estilístico ou narrativo.
A técnica de edição de continuidade, parte do estilo clássico de Hollywood, foi desenvolvida pelos primeiros diretores europeus e americanos, em particular, D. W. Griffith em seus filmes, como O Nascimento de uma Nação e Intolerância. O estilo clássico engloba a continuidade temporal e espacial como uma forma de avançar a narrativa, usando técnicas como a regra dos 180 graus, o plano de estabelecimento, e plano reverso. Frequentemente, a edição de continuidade significa encontrar um equilíbrio entre a continuidade literal e a continuidade percebida. Por exemplo, os editores podem condensar ações nos cortes de maneira não distraída. Um personagem andando de um lugar para outro pode "pular" uma seção do chão de um lado para o outro, mas o corte é construído para parecer contínuo, de modo a não distrair o espectador.
Os primeiros cineastas russos, como Lev Kuleshov (já mencionado), exploraram e teorizaram mais sobre a edição e sua natureza ideológica. Sergei Eisenstein desenvolveu um sistema de edição que não se preocupava com as regras do sistema de continuidade da Hollywood clássica que ele chamou de montagem intelectual .
Alternativas à edição tradicional também foram exploradas pelos primeiros cineastas surrealistas e dadaístas, como Luis Buñuel (diretor do Um Cão Andaluz de 1929) e René Clair (diretor de Entr'acte de 1924, estrelando os famosos artistas Dada Marcel Duchamp e Man Ray).
Os cineastas franceses da Nouvelle vague, como Jean-Luc Godard e François Truffaut, e seus colegas americanos, como Andy Warhol e John Cassavetes, também pressionaram os limites da técnica de edição durante o final dos anos 1950 e durante toda a década de 1960. Os filmes franceses da Nouvelle vague e os filmes não narrativos dos anos 60 usavam um estilo de edição despreocupado e não se adequavam à tradicional etiqueta de edição dos filmes de Hollywood. Como seus Dada e predecessores surrealistas, a edição francesa da Nouvelle vague frequentemente chamava a atenção para si mesma por sua falta de continuidade, sua desmistificação da natureza auto-reflexiva (lembrando o público que eles estavam assistindo a um filme) e pelo uso evidente de saltos ou inserção de material não relacionado a qualquer narrativa.
Desde o final do século XX a edição pós-clássica tem visto estilos de edição mais rápidos com ação não linear e descontínua.

## Significado
Vsevolod Pudovkin notou que o processo de edição é a única fase de produção que é verdadeiramente única em filmes. Todos os outros aspectos do cinema se originaram em um meio diferente do filme (fotografia, direção de arte, escrita, gravação de som), mas a edição é o único processo exclusivo do filme. O cineasta Stanley Kubrick foi citado dizendo: "Eu amo editar. Acho que gosto mais do que qualquer outra fase do cinema. Se eu quisesse ser frívolo, poderia dizer que tudo o que precede a edição é apenas uma maneira de produzir um filme para editar.".
Segundo o roteirista e diretor Preston Sturges: 
[T] aqui é uma lei de corte natural e isso replica o que uma audiência em um teatro legítimo faz por si mesma. Quanto mais o cortador de filme se aproximar desta lei de interesse natural, mais invisível será o seu corte. Se a câmera se move de uma pessoa para outra no exato momento em que alguém no teatro legítimo teria virado a cabeça, não se terá consciência de um corte. Se a câmera falhar por um quarto de segundo, a pessoa terá uma sacudida. Há um outro requisito: os dois disparos devem ser aproximados do mesmo valor de tom. Se alguém corta do preto para o branco, é chocante. A qualquer momento, a câmera deve apontar para o ponto exato que a plateia deseja ver. Encontrar esse ponto é absurdamente fácil: basta lembrar de onde a pessoa estava olhando no momento em que a cena foi feita.

## Editores assistentes
Os editores assistentes auxiliam o editor e o diretor na coleta e organização de todos os elementos necessários para editar o filme. A Motion Picture Editors Guild define um editor assistente como "uma pessoa designada para auxiliar um editor. Seus deveres serão os atribuídos e executados sob a direção, supervisão e responsabilidade imediatas do editor.". Quando a edição é concluída, eles supervisionam as várias listas e instruções necessárias para colocar o filme em sua forma final. Os editores de grandes recursos orçamentários geralmente terão uma equipe de assistentes trabalhando para eles. O primeiro editor assistente é o responsável por esta equipe e pode fazer um pouco de edição de imagem também, se necessário. Frequentemente, os editores assistentes executarão trabalhos temporários de som, música e efeitos visuais. Os outros assistentes terão tarefas definidas, geralmente ajudando-se mutuamente quando necessário para completar as muitas tarefas sensíveis ao tempo em mãos. Além disso, um editor aprendiz pode estar à disposição para ajudar os assistentes. Um aprendiz geralmente é alguém que está aprendendo as habilidades de ajudar.
Programas de televisão geralmente têm um assistente por editor. Este assistente é responsável por todas as tarefas necessárias para levar o programa ao formulário final. Funcionalidades de baixo orçamento e documentários também costumam ter apenas um assistente.
O trabalho de aspectos organizacionais pode ser melhor comparado ao gerenciamento de banco de dados. Quando um filme é filmado, cada pedaço de imagem ou som é codificado com números e timecode. É tarefa do assistente acompanhar esses números em um banco de dados que, em edição não linear, está vinculado ao programa de computador. O editor e diretor cortou o filme usando cópias digitais do filme original e som, comumente referido como uma edição "offline". Quando o corte terminar, o trabalho do assistente é colocar o filme ou programa de televisão "online". Eles criam listas e instruções que informam aos editores de imagem e som como colocar a edição novamente junto com os elementos originais de alta qualidade. A edição assistencial pode ser vista como um plano de carreira para eventualmente se tornar um editor. Muitos assistentes, no entanto, não escolhem prosseguir com o editor, e são muito felizes no nível de assistente, trabalhando longas e recompensadoras carreiras em muitos filmes e programas de televisão.